# Anton Gaddefors
Pour les articles homonymes, voir Gaddefors.
Anton Gaddefors, né le 4 novembre 1989, à Bromma, en Suède, est un joueur suédois de basket-ball. Il joue au poste d'arrière et d'ailier. Il a un frère Viktor qui est également basketteur.